# Бер дез Алп
Бер дез Алп (фр. Berre-des-Alpes) насеље је и општина у Француској у региону Прованса-Алпи-Азурна обала, у департману Приморски Алпи која припада префектури Ница.
По подацима из 2011. године у општини је живело 1.280 становника, а густина насељености је износила 133,61 становника/km². Општина се простире на површини од 9,58 km². Налази се на средњој надморској висини од 682 метара (максималној 816 m, а минималној 237 m).

## Демографија
| 1962. | 1968. | 1975. | 1982. | 1990. | 1999. | 2011. |
| ----- | ----- | ----- | ----- | ----- | ----- | ----- |
| 325   | 570   | 819   | 949   | 857   | 1.162 | 1.280 |

График промене броја становника у току последњих година